# Ветцикон (Тургау)
Ветцикон (нем. Wetzikon) — деревня в Швейцарии, в кантоне Тургау.
Входит в состав округа Фрауэнфельд. Находится в составе коммуны Тундорф. Население 117 чел (2014).
До 1995 Ветцикон с хутором Гасс была самостоятельной сельской коммуной, принадлежащей к муниципальной коммуне Ломмис. При муниципальной реформе кантона Тургау присоединена к политической коммуне Тундорф.
Ветцикон расположен на высоте 610—620 метров над уровнем моря на крутом северном склоне долины ручья Лаухе. Юго-западнее села находятся руины замка Шпигельберг.